# Wojciech Nierychlewski
Wojciech Nierychlewski, ordensnamn Adalbert, född 20 april 1903 i Dąbrowice, Łódź vojvodskap, död 7 februari 1942 i Auschwitz, var en polsk romersk-katolsk präst och martyr. Han vördas som salig i Romersk-katolska kyrkan, med minnesdag den 7 februari. Wojciech Nierychlewski är en av andra världskrigets 108 martyrer.

## Biografi
År 1924 avlade Wojciech Nierychlewski sina eviga löften i Den helige ärkeängeln Mikaels kongregation (Zgromadzenie Świętego Michała Archanioła). Han prästvigdes den 20 juli 1932 och blev senare prefekt för utbildningsinstitutionen i Miejsce Piastowe. I oktober 1941 greps Nierychlewski av den nazistiska ockupationsmakten och internerades i Montelupich-fängelset i Kraków. I början av 1942 deporterades han till Auschwitz, där han mördades den 7 februari samma år.

### Webbkällor
- ”Beato Adalberto (Wojciech) Nierychlewski, sacerdote e martire” (på italienska). Santi e Beati. Arkiverad från originalet den 14 februari 2021. https://archive.md/IehpT. Läst 14 februari 2021.
- ”Blessed Adalbert Nierychlewski” (på engelska). CatholicSaints.Info. Arkiverad från originalet den 14 februari 2021. https://archive.vn/pAQ02. Läst 14 februari 2021.